# Oberentzen
Oberentzen là một xã ở tỉnh Haut-Rhin trong vùng Grand Est ở đông bắc Pháp. Xã này có diện tích 8,81 km², dân số năm 1999 là 528 người. Khu vực này có độ cao 204 mét trên mực nước biển.